# Devolució en calent

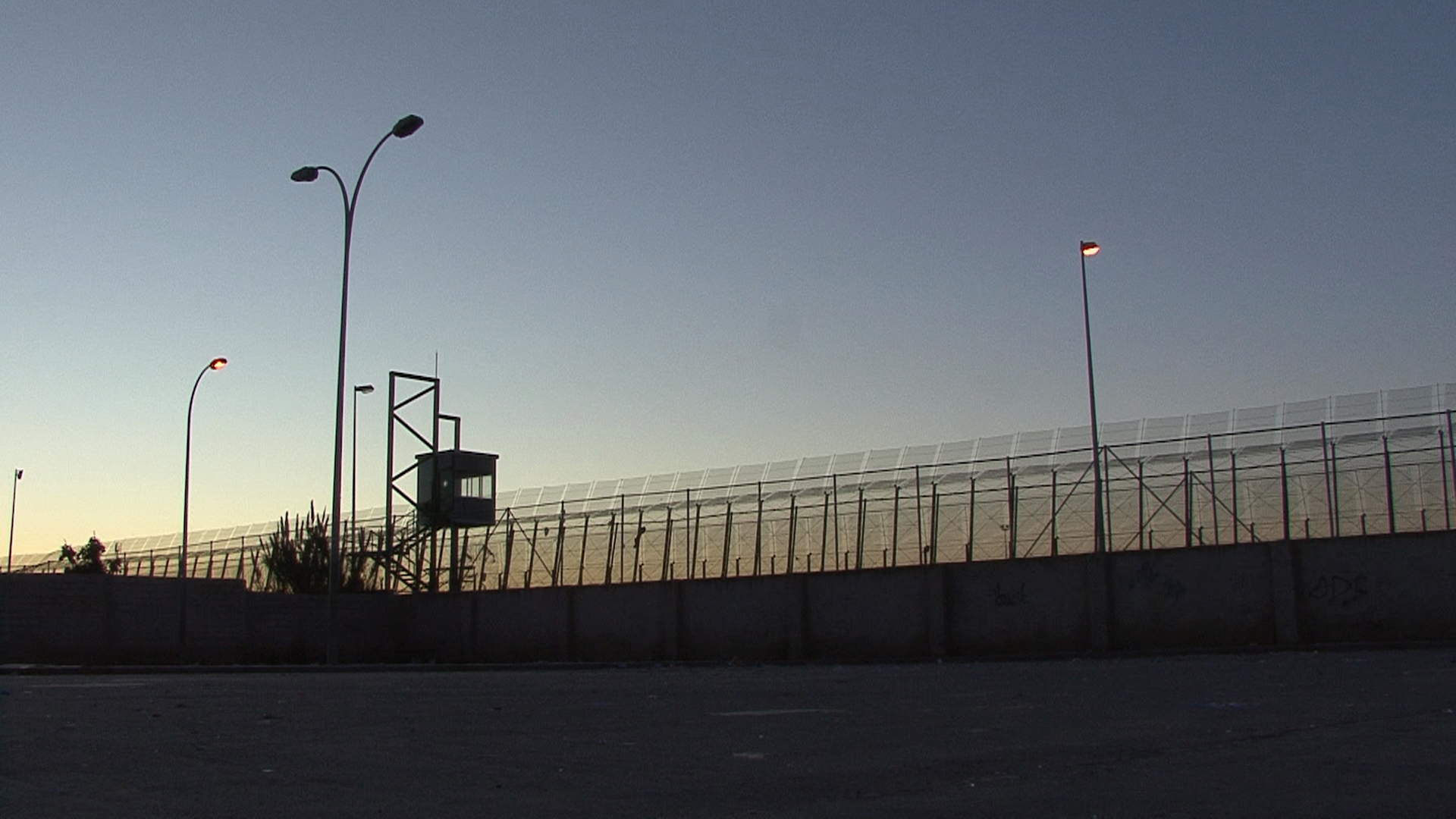
Tanca de Melilla

En dret migratori, una devolució en calent o devolució sumària és la pràctica, generalment per part dels cossos de seguretat de l'estat, d'expulsar del país a un immigrant irregular en el moment en el qual intenta creuar la frontera, sense ser-li aplicada cap de les proteccions i garanties de la legislació d'estrangeria del país. Tant el Tribunal Europeu de Drets Humans com el Subcomitè per a la Prevenció de la Tortura de Nacions Unides han declarat que les devolucions en calent atempten contra els drets humans.
Aquesta pràctica és comuna al llarg de la frontera entre Espanya i el Marroc, en les tanques limítrofes de les ciutats autònomes de Ceuta i Melilla. Malgrat els múltiples advertiments per part de tribunals internacionals i d'organitzacions no governamentals (ONG), la Guàrdia Civil continua aquesta pràctica en l'actualitat. El juliol de 2015, l'entrada en vigor de la Llei de Seguretat Ciutadana va convertir en legal de forma efectiva aquesta pràctica.

## Història
El terme «devolució en calent» va començar a ser utilitzat pels mitjans de comunicació el 2005. El setembre d'aquell any, varis centenars de persones provinents de l'Àfrica sud-sahariana van intentar creuar la tanca de Ceuta per accedir a territori espanyol. La resposta per part de la Guàrdia Civil va provocar cinc morts i més de 100 ferits. Un total de 156 persones van aconseguir, però, creuar. Diverses desenes d'immigrants van ser detinguts i, sense ser processats per les autoritats judicials, van ser transportats de tornada al desert. Un mes després, l'octubre de 2005, al voltant de 700 immigrants van intentar traspassar de nou la tanca de Melilla.

## Oposició
Existeix un consens entre tribunals internacionals i ONG com Human Rights Watch o Amnistia Internacional sobre la il·legalitat de les devolucions en calent, les quals constitueixen una violació del dret migratori. Aquests organismes solen argumentar-ne els següents motius:
- L'expulsió immediata d'una persona només travessar la frontera implica que no existeix cap expedient o registre en el qual s'indiqui per escrit que tal persona va travessar la frontera.
- A cada país existeixen una sèrie de drets i garanties que s'apliquen a una persona en trepitjar el seu territori. L'expulsió immediata de la persona nega aquests drets.
- Aquesta pràctica ignora les circumstàncies que porten a una persona a creuar de forma irregular una frontera, com la persecució política per part de bandes criminals, per la seva religió, ètnia o orientació sexual.
- En cap cas no es produeix un arrest per part de les autoritats judicials, per la qual cosa, durant la devolució, la persona migrant es troba detinguda il·legalment, sense dret a un advocat i sense familiars o persones properes que sàpiguen del seu parador. En múltiples casos les persones migrants han estat retornades a llocs completament diferents als de partida.
- Invertir en tanques o fer-les més altes no frena l'arribada de migrants i, a més, genera morts i diners per a les màfies.[6]

L'any 2017, més de 80 organitzacions per als drets humans van signar una petició al llavors ministre de l'Interior, Juan Ignacio Zoido, per concretar el nombre de persones retornades després de travessar la frontera. La compareixença d'aquest ministre mai no es va arribar a realitzar en el període de govern del Partit Popular.

## Justificacions del seu ús
A l'Estat espanyol, el Partit Popular, al capdavant del govern entre 2011 i 2018, va negar en diverses ocasions que es produïssin devolucions en calent a Ceuta i Melilla, qualificant-les de «rebuig a qui vol entrar il·legalment». Segons l'alcalde de Melilla, Juan José Imbroda, en utilitzar el terme «devolucions en calent» s'està "equiparant al senyor que salta la tanca, moltes vegades amb violència, amb qui demana asil polític a l'oficina de frontera».